# Hoffer Géza
Hoffer Géza (Temesvár, 1886. április 1. – Kolozsvár, 1946. január 17.) erdélyi magyar közíró, szerkesztő.

## Életpályája
Szülővárosában nevelkedett, mint vasesztergályos kapcsolódott be a munkásmozgalomba. Az első világháború alatt a piski vasúti műhelyben művezető; az 1919-es februári sztrájk miatt letartóztatták és elbocsátották. Előbb az Erdélyi Munkás, 1920. december 15-étől a kolozsvári Küzdelem munkatársa, ennek betiltása után a Romániai Népszava című szociáldemokrata hetilap, 1929-től a Munkás Újság napilap szerkesztője, 1934-től az (SZDP) előbb Kolozsvárt, majd Bukarestben megjelenő Előre című magyar nyelvű hivatalos lapjának felelős szerkesztője a lap 1939. augusztus elején történt betiltásáig.
A budapesti Népszava s a bécsi Arbeiter Zeitung és Világosság munkatársa, a Szocialista Munkás Internacionálé közlönyének romániai tudósítója volt. Politikai cikkeket, verseket, novellákat is írt. Szerkesztette az Előre naptárát (1937), Jaurès című színdarabját a szociáldemokrata műkedvelő színjátszók többször előadták Bukarestben.

## További irodalom
- Bruder Ferenc: Hoffer Géza Erdély, 1946. jan. 20.
- Harasztosi Béla: Hoffer Géza emlékére. Világosság 1946. jan. 24.